# 观沙岭站
观沙岭站（规划建设阶段曾称滨江新城站），位于中华人民共和国湖南省长沙市岳麓区观沙岭街道银杉路与杜鹃路交叉口地下，是长株潭城际铁路上的火车站，于2017年12月26日启用，由广州铁路集团管辖。与长沙地铁4号线观沙岭站换乘。

## 车站结构
| 地下 一层 | 站厅、售票机、公安值班室、卫生间、出入口 | 站厅、售票机、公安值班室、卫生间、出入口  | 站厅、售票机、公安值班室、卫生间、出入口 |
| 地下 二层 |                                          | 长株潭城际铁路列车往湘潭/株洲南（开福寺） |                                          |
| 地下 二层 | 岛式月台，右边车门将会开启               |                                           |                                          |
| 地下 二层 | 长株潭城际铁路列车往長沙西（八方山）     |                                           |                                          |

## 车站周边
- 银盆岭街道
- 观沙岭街道
- 地铁 
 4号线觀沙嶺站

## 外部連結
- 中国铁路客户服务中心 （页面存档备份，存于）